# TK RAVE FACTORY
『TK RAVE FACTORY』（ティーケー・レイヴ・ファクトリー）は、1992年12月25日から1993年1月23日の間に行われたライブイベントである。小室哲哉がオーガナイザーを務めた。

## 概要・エピソード
- trfのプロモーションを中心にしているが、あくまでも小室のソロイベントとして開催された[1]。
- コンセプトはソウル・II・ソウルやC+C・ミュージック・ファクトリーの様に音楽プロデューサーやDJを中心に進行し、ダンス・ミュージックをポップスと融合させる様にした[1]。
- 会場全体をステージに見立て、特殊効果やバリライトを用意したお立ち台を特設し、DJプレイ・ダンスシーンも印象に残る様に配慮した。小室の役回りはいつものキーボーディストと変わらなかった[2]。
- 横浜ベイサイドクラブにて9日間で計6300人を動員した[3]。

## 出演者
- 小室哲哉
- trf
- MEGA-MIX

## セットリスト
1. INTRODUCTION
2. IMPRESSION OR TRF
3. LET'S GO DANCE[1]
4. GOING TO DANCE[1]
5. BREAK BEATS + SYNTH solo
6. BEAUTY AND THE BEAST[1]
7. OUT THERE
8. DO WHAT YOU WANT
9. OPEN HEART
10. THIS IS THE JOY
11. E.O 1993
12. RIGHT HERE! RIGHT NOW

ENCORE
1. IMPRESSION OR TRF